# Emachines
Emachines, av företaget skrivet eMachines, var ett varumärke för lågprisdatorer som grundades av Lap Shun Hui 1998.
Företaget Emachines låg i Irvine, Kalifornien och sysselsatte cirka 135 anställda och sålde mellan en och två miljoner datorer varje år innan de i mars 2004 blev uppköpta av Gateway som i sin tur blev uppköpta av Acer Inc. 2007. Varumärket Emachines användes fram till 2013.